# 10BASE2

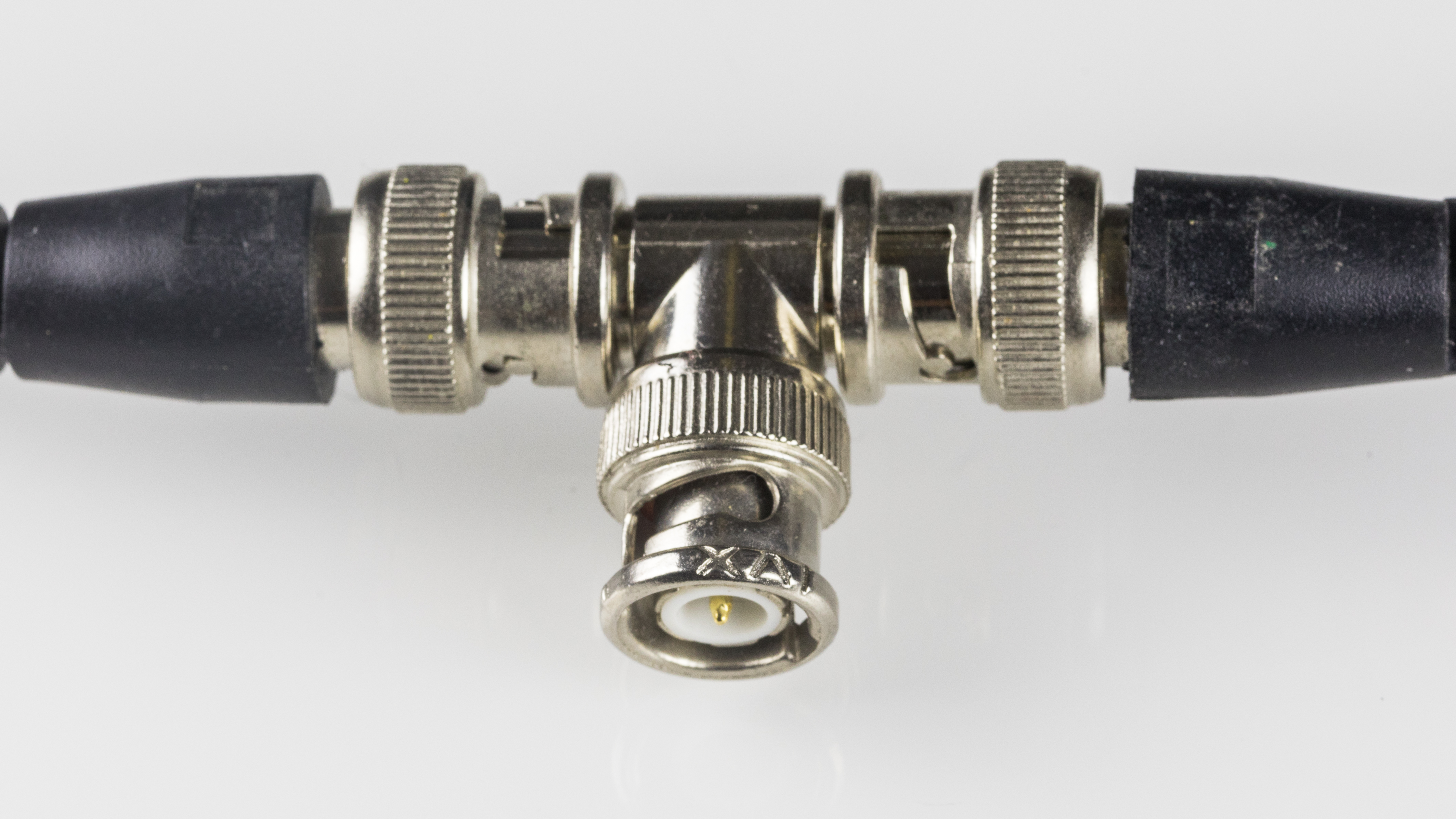
10BASE2-kabel med en BNC T-anslutning.

10BASE2 (med alternativa beteckningar som thinnet, cheapernet, thin ethernet eller thinwire) är en variant av Ethernet IEEE 802.3 som använder en tunn koaxialkabel med BNC-kontakter för att bygga upp ett lokalt datornät.
Under mitten och slutet av 1980-talet var detta den dominerande standarden för Ethernet, men i och med allt större krav på högre datahastigheter och det lägre priset på kategori 5-kabel, samt de allt vanligare trådlösa näten av type 802.11, har både 10BASE2 och 10BASE5 blivit allt mindre förekommande annat än undantagsvis. 2011 års utgåva av 802.3-standarden rekommenderar inte denna standard för nya installationer.

## Namnet
Namnet 10BASE2 ska utläsas som 10 Mbit/s, BASE som basbandssignalering, och 2 indikerar att det längsta segmentet (kabellängd mellan två enheter) är c:a 200m (den faktiska maxlängden är 185 m).